# Tifinagh-Schrift

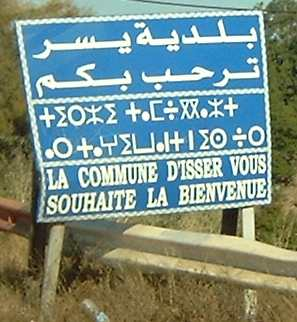
Dreisprachiges Straßenschild in Algerien, die mittleren Zeilen in Tifinagh.

Tifinagh oder Tifinare (Eigenbezeichnung ⵜⵉⴼⵉⵏⴰⵖ tifinaɣ, traditionell geschrieben als ⵜⴼⵏⵗ oder ⵜⴼⵉⵏⵗ) ist die Bezeichnung der traditionellen Schrift der Tuareg und anderer Berbervölker (die Sprache der Tuareg heißt Tamaschek). Sie hat sich aus der libyschen Schrift entwickelt, die ihrerseits höchstwahrscheinlich nach dem Vorbild des phönizischen Alphabets entstanden ist.
Als Tifinagh oder korrekter Neo-Tifinagh wird auch eine seit etwa 1980 eingeführte Schrift bezeichnet, die auf der Grundlage der Tuareg-Schrift entwickelt wurde, um moderne Berbersprachen zu schreiben. Sie tritt in Konkurrenz zur bis dahin üblichen Schreibung von Berbersprachen mit lateinischen oder arabischen Buchstaben.

## Herkunft des Namens
Ob die Bezeichnung Tifinagh ursprünglich „die phönizischen [Buchstaben]“ bedeutete, ist umstritten. Das "ti-" in der Schriftbezeichnung ist dabei eine Vorsilbe, die weibliche Substantive in der Mehrzahl charakterisiert, "finagh" ist die eigentliche Wurzel. In Berbersprachen ist die Bezeichnung für Sprachen üblicherweise die weibliche Einzahl, die durch ein "t" sowohl am Anfang als auch am Ende charakterisiert ist, wie etwa "Ta-schelhi-t" für die Sprache der Schilha oder "Ta-rifi-t" für die Sprache der Rif-Berber. Eine hypothetische Einzahl wäre dann "Ta-finigh-t".
Kurze Inschriften finden sich bereits auf den vorchristlichen Felsbildern der Sahara, wobei nicht geklärt ist, ob die Schriftzeichen später hinzugefügt wurden. Die Tuareg führen als „Erfinder“ ihrer Schrift einen mythischen Helden namens Aniguran oder Amamellen an.

## Allgemeines

Tifinagh-Inschriften und Zeichnungen verschiedenen Alters auf einer Felsplatte im Oued Amejjene, Südostalgerien

Das traditionelle Alphabet der Tuareg besteht je nach Region aus 21 bis 27 geometrischen Zeichen. Vokale und Worttrennungen fehlen, und die Schreibrichtung ist nicht festgelegt. Das heißt, dass von oben nach unten, von rechts nach links oder auch umgekehrt geschrieben werden kann. Dies macht die Schrift sehr schwer lesbar.
Entgegen einer weit verbreiteten Ansicht wurde das Tifinagh nie zur Abfassung längerer Texte benutzt. Die aus der vorkolonialen Zeit bekannten Texte bestehen meistens nur aus kurzen Inschriften auf Felsen (Namen oder Mitteilungen) und Namen und formelhaften Segenssprüchen auf Lederamuletten oder Schmuckstücken. Besonders die Klingen der Takouba-Schwerter waren oft mit Tifinagh-Zeichen verziert, die dem Krieger Glück bringen sollten. In Marokko werden Tifinagh-Zeichen traditionell zu magischen Zwecken mit Henna oder anderen Farbstoffen auf die Haut gemalt. Bei Neugeborenen sollen sie böse Geister und missgünstige Menschen bzw. deren „böses Auge“ unschädlich machen.
Eine Literatur, die in Tifinagh abgefasst war, hat es nicht gegeben. Die gebildeten Schichten bei den Tuareg, die Inislimen ‚Männer des Islam‘, benutzten seit dem Mittelalter die arabische Schrift. Auch die Chroniken der einzelnen Tuareg- bzw. Berber-Konföderationen, etwa die Chronik von Agadez, wurden nicht in Tifinagh abgefasst, selbst wenn sie in einer Berbersprache geschrieben waren und die Phoneme des Berberischen den arabischen Zeichen nicht immer entsprachen. Tuareg-Fürsten, die selbst das Arabische nicht beherrschten, hatten in ihrer Nähe stets einen schreibkundigen Mann, meistens einen Marabout, der die Korrespondenz mit anderen Tuareg-Gruppen oder mit arabischen, maurischen oder – etwa im ausgehenden 19. Jahrhundert – osmanischen Adressaten (in Murzuk oder Tripolis) – führte.
Einer der bekanntesten Mythen, die sich um die Kultur der Tuareg ranken, besagt, dass die Mütter ihren Kindern die traditionelle Schrift beibrachten. Tatsächlich handelt es sich bestenfalls um die Verallgemeinerung von Ausnahmefällen. Die meisten Tuareg waren Analphabeten, das schriftliche Kommunikationsmittel war allenfalls das Arabische. Lediglich in den Adelsclans, wo die Frauen nicht zu den körperlich schweren Arbeiten herangezogen wurden, fand eine solche Vermittlung traditionellen Wissens statt.
Die beiden Afrikaforscher Heinrich Barth und Henri Duveyrier, die zwischen 1850 und 1860 über längere Zeit unter den Tuareg lebten und das Alltagsleben genau erforschen konnten, wissen nichts von einem solchen Tifinagh-Unterricht. Beide hätten sicherlich darüber berichtet, da sie den Wüstennomaden unvoreingenommen gegenübertraten und darum bemüht waren, ein möglichst positives Bild dieses Volkes zu zeichnen. Der Mythos von den Müttern, die ihre Kinder das Tifinagh lehren, entstand im 20. Jahrhundert angesichts des weit verbreiteten Glaubens, die Tuareg-Gesellschaft sei matriarchalisch geprägt, und im Lichte einer solchen Interpretation war es sinnvoll, wenn die Mütter, d. h. die Frauen, als beinahe hohepriesterliche Hüterinnen von „uralten“ Traditionen geschildert wurden.

## Neuere Entwicklungen

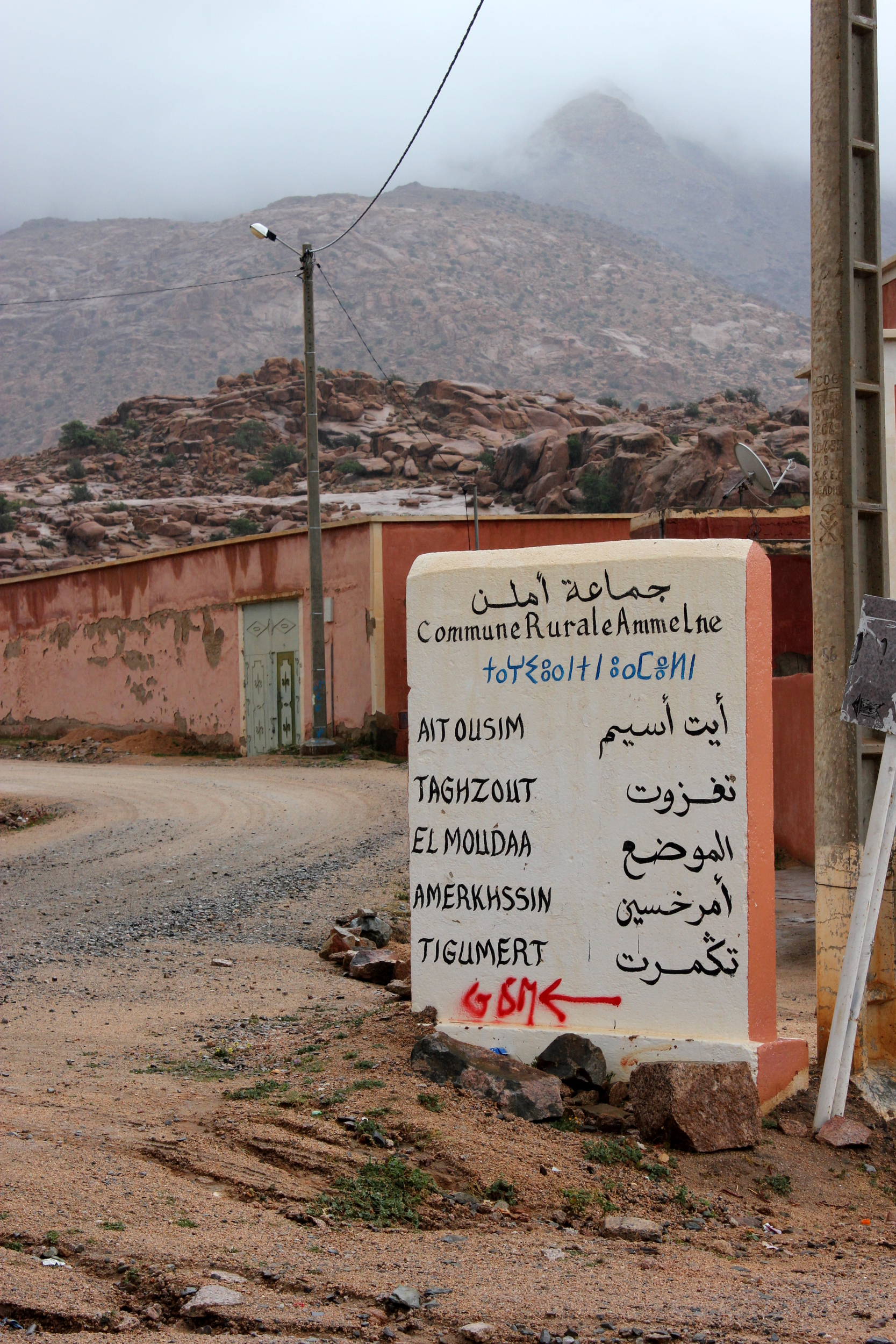
Wegweiser mit Tifinagh-Aufschrift (blau) bei Tafraoute in Marokko

Zumindest die Kinder der Adelsclans erlernten die Schrift von ihren Müttern, doch ist dieser Brauch schon längst im Schwinden begriffen, da das Tifinagh angesichts des Arabischen, aber auch des Französischen nicht mehr benötigt wird. Längere Texte werden ohnehin nicht in dieser Schrift verfasst. Anfang der 1970er Jahre entwickelte ein Targi aus Timbuktu eine modifizierte Schreibschrift, die einige der größten Defizite des Tifinagh beheben sollte: Die Schreibrichtung verlief von rechts nach links, Wörter wurden klar voneinander getrennt, und die Vokale wurden nun bezeichnet. Trotz dieser Modernisierung hat sich das Tifinagh-n-azzaman, das ‚erneuerte Tifinagh‘, nur bei einem Kreis traditionsbewusster Tuareg durchsetzen können.
Angesichts der zur selben Zeit einsetzenden Dürrekatastrophe wurde der ohnehin rasante Zerfall der traditionellen Tuareg-Kultur nur noch beschleunigt, und die Regierungen, denen daran gelegen war, die Nomaden gegebenenfalls auch zwangsweise sesshaft zu machen, sahen keine Veranlassung, die Verbreitung einer Schrift zu fördern, die dazu geeignet war, das Selbstbewusstsein der Tuareg zu steigern und ihre Forderung nach Selbstständigkeit zu unterstützen.
Lediglich in Niger nahm die Regierung Rücksicht auf die Nomaden und druckte bis in die 1990er Jahre offizielle Verlautbarungen auch in Tifinagh, wobei die Kosten hierfür meistens von ausländischen Sponsoren bzw. Hilfsorganisationen übernommen wurden. Ob diese Veröffentlichungen von der Mehrzahl der Tuareg überhaupt gelesen werden konnten, muss angezweifelt werden.
In der Kolonialzeit wurden von französischer Seite gewisse Anstrengungen unternommen, die Tuareg-Schrift nicht aussterben zu lassen. Offiziere und Kolonialbeamte, die sich für die Kultur der Saharanomaden begeisterten, sammelten Sagen, Märchen und Lieder und ließen sie von schreibkundigen Tuareg in Tifinagh aufzeichnen, doch wäre die Mehrheit der Nomaden nicht in der Lage gewesen, einen zusammenhängenden Text in ihrer traditionellen Schrift zu lesen. Ihre Literatur wurde mündlich weitergegeben. Es gab sogar Fälle, in denen christliche Missionare Bibeltexte in Tifinagh verfassten, wobei ihre Bemühungen bei den muslimischen Tuareg auf wenig Gegenliebe stießen. Auch Übersetzungen von Werken der europäischen Literatur – etwa des Kleinen Prinzen von Saint-Exupéry – blieben eher eine Seltenheit, um nicht zu sagen, eine Kuriosität.
Der deutsche Völkerkundler Herbert Kaufmann berichtete in den 1950er Jahren, dass vor allem in Mali, im Hinterland von Timbuktu, Tuareg-Kinder in Internaten zusammengefasst und dort von schwarzen Hilfslehrern (moniteurs) unterrichtet wurden. Hierbei wurde ihnen nicht nur eingetrichtert, dass sie als Nomaden die primitivsten aller Menschen seien, sondern ihnen wurde auch der Gebrauch ihrer Muttersprache und der traditionellen Schrift strengstens verboten. Nach dem Abzug der Franzosen verschärfte sich diese Spielart der Bildungspolitik noch weiter und war eine der Ursachen für den gewaltsamen Konflikt zwischen der schwarzafrikanischen Führungsschicht des Landes und den Tuareg.

## Neo-Tifinagh

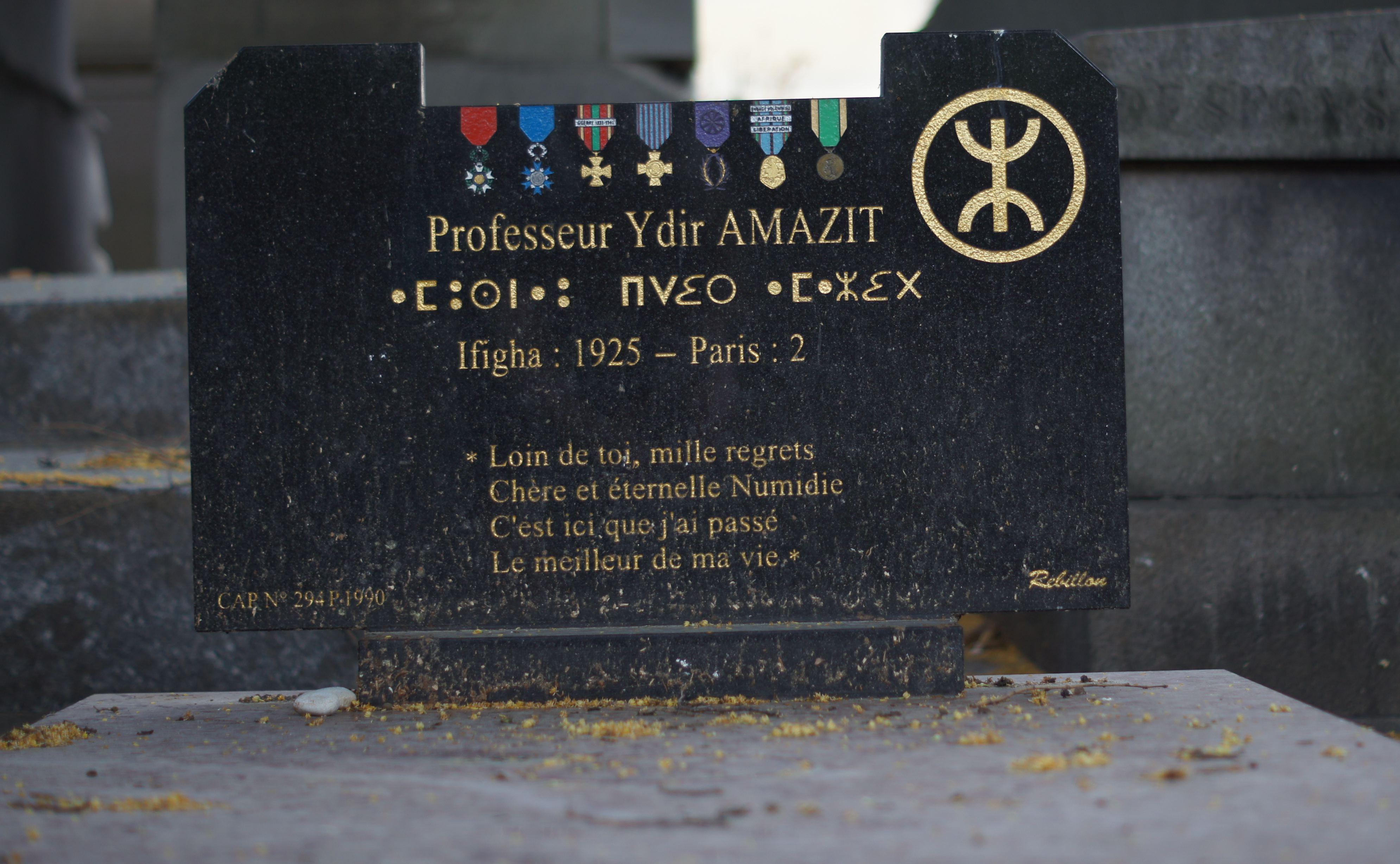
Grab des algerischstämmigen Professors Ydir Amazit (ⵄⴸⵉⵔ ⴰⵎⴰⵣⵉⵝ) auf dem Friedhof Père-Lachaise, Paris.

Am Ende der 1960er Jahre schlossen sich vornehmlich algerische Intellektuelle berberischer Herkunft in Paris zu einer Académie Berbère zusammen, deren Hauptanliegen die Bewahrung berberischer Kulturtraditionen angesichts der arabischen Dominanz und der damit einhergehenden Arabisierung ihres Heimatlandes war.
Die Mitglieder dieser Bewegung waren vornehmlich Angehörige des Kabylen-Volkes aus dem Norden Algeriens. Tuareg gehörten der Académie Berbère nicht an. Zu den Mitteln, mit denen sie zum einen das Selbstbewusstsein der „Mazighen“, wie sie sich selbst nannten, wiederbeleben wollten, gehörte die Übernahme der altberberischen Schrift für ihre literarischen Werke.
Um die Lesbarkeit zu steigern, entwickelten sie eine modernisierte Version des Tifinagh, das sie tifinagh tiynayin nannten, international bekannt als „Neo-Tifinagh“. Neo-Tifinagh trennt ebenfalls Wörter durch ein Leerzeichen, verwendet europäische Satzzeichen und wird wie Lateinschriften von links nach rechts geschrieben. Auch wurden einige Zeichen hinzu erfunden, um damit die Vokale zu bezeichnen und Konsonanten auszudrücken, die im Berberischen nicht vorkamen, aber beispielsweise für nicht-berberische Namen und Begriffe – etwa aus dem Arabischen oder europäischen Sprachen – benötigt wurden.
Nico van den Boogert schreibt hierzu: „Das Resultat ist eine Schrift, die dem traditionellen Tifinagh ähnlich sieht, aber in der Realität für schriftkundige Tuareg völlig unverständlich ist.“ Das Neo-Tifinagh ist eher Ausdruck einer kulturellen Identität als ein Mittel zur schriftlichen Kommunikation. Es gibt kaum Verlage, die drucktechnisch in der Lage sind, Bücher in Neo-Tifinagh herauszugeben. Eine gewisse Berühmtheit haben die Werke des in Frankreich lebenden Tuareg-Dichters Hawad erlangt, der das Neo-Tifinagh zu einer Art Kalligraphie weiter entwickelt hat und auch unter Französisch sprechenden Lesern Zuspruch findet.
In Marokko zeigt sich eine ähnliche Entwicklung bei den Schlöh-Berbern (auch Schluh oder Schilha genannt), die für ihre Sprache, das Taschelhit, in zunehmendem Maße auch Tifinagh-Zeichen benutzen, um damit ihre kulturelle Identität als Amazighen zu unterstreichen. Innerhalb weniger Jahrzehnte hat sich darüber hinaus ein großer Wandel in der Akzeptanz vollzogen: Wurde die Benutzung der Schrift in den 1980er und 1990er Jahren noch unter Strafe gestellt, so wird Tifinagh heutzutage sogar in den Schulen unterrichtet und ist im Straßenbild marokkanischer Städte immer wieder anzutreffen.

## Darstellung in Unicode
Tifinagh ist ab Version 4.1 von Unicode im Bereich U+2D30–U+2D7F kodiert (siehe Unicode-Block Tifinagh). Es wurden 55 Zeichen definiert; damit sind nicht alle verwendeten Zeichen in Unicode abgebildet. Eine umfassendere Darstellung ermöglicht der Font hapaxber.ttf in der Private Use Area von Unicode. In der Norm ISO 15924 wurde dem Neo-Tifinagh der Sprachcode Tfng zugewiesen.
| Code   | +0 | +1 | +2 | +3 | +4 | +5 | +6 | +7 | +8 | +9 | +A | +B | +C | +D | +E | +F |
| ------ | -- | -- | -- | -- | -- | -- | -- | -- | -- | -- | -- | -- | -- | -- | -- | -- |
| U+2D30 |    |    |    |    |    |    |    |    |    |    |    |    |    |    |    |    |
| U+2D40 |    |    |    |    |    |    |    |    |    |    |    |    |    |    |    |    |
| U+2D50 |    |    |    |    |    |    |    |    |    |    |    |    |    |    |    |    |
| U+2D60 |    |    |    |    |    |    |    |    |    |    |    |    |    |    |    |    |
| U+2D70 |    |    |    |    |    |    |    |    |    |    |    |    |    |    |    |    |

Transkription von Tifinagh-Bildzeichen:
| Farbe | Bedeutung                    |
| ----- | ---------------------------- |
|       | Einfaches Tifinagh (IRCAM)   |
|       | Erweitertes Tifinagh (IRCAM) |
|       | Andere Tifinagh-Zeichen      |
|       | Moderne Tuareg-Zeichen       |

| Code   | Bildzeichen | Unicode | Transliteration | Transliteration | Transliteration | Name                |
| Code   | Bildzeichen | Unicode | Lateinisch      | Akademisch      | Arabisch        | Name                |
| ------ | ----------- | ------- | --------------- | --------------- | --------------- | ------------------- |
| U+2D30 |             | ⴰ       | a               | a               | ا               | ya                  |
| U+2D31 |             | ⴱ       | b               | b               | ب               | yab                 |
| U+2D32 |             | ⴲ       | bh              | ḇ               | ٻ               | yaḇ fricative       |
| U+2D33 |             | ⴳ       | g               | g               | گ               | yag                 |
| U+2D34 |             | ⴴ       | ghh             | ḡ               | ڲ               | yaḡ fricative       |
| U+2D35 |             | ⴵ       | dj              | ʤ               | ج               | Berber Academy yadj |
| U+2D36 |             | ⴶ       | dj              | ʤ               | ج               | yadj                |
| U+2D37 |             | ⴷ       | d               | d               | د               | yad                 |
| U+2D38 |             | ⴸ       | dh              | ḏ               | د               | yaḏ fricative       |
| U+2D39 |             | ⴹ       | dd              | ḍ               | ض               | yaḍ                 |
| U+2D3A |             | ⴺ       | ddh             | ḏ̣               | ض               | yaḏ̣ fricative       |
| U+2D3B |             | ⴻ       | ey              | ɛ               | ه               | yey                 |
| U+2D3C |             | ⴼ       | f               | f               | ف               | yaf                 |
| U+2D3D |             | ⴽ       | k               | k               | ک               | yak                 |
| U+2D3E |             | ⴾ       | k               | k               | ک               | Tuareg yak          |
| U+2D3F |             | ⴿ       | khh             | ḵ               | ک               | yaḵ fricative       |
| U+2D40 |             | ⵀ       | h b             | h               | ھ ب             | yah = Tuareg yab    |
| U+2D41 |             | ⵁ       | h               | h               | ھ               | Berber Academy yah  |
| U+2D42 |             | ⵂ       | h               | h               | ھ               | Tuareg yah          |
| U+2D43 |             | ⵃ       | hh              | ḥ               | ح               | yaḥ                 |
| U+2D44 |             | ⵄ       | ʿ               | ʕ               | ع               | yaˤ                 |
| U+2D45 |             | ⵅ       | kh              | x               | خ               | yakh                |
| U+2D46 |             | ⵆ       | kh              | x               | خ               | Tuareg yakh         |
| U+2D47 |             | ⵇ       | q               | q               | ق               | yaq                 |
| U+2D48 |             | ⵈ       | q               | q               | ق               | Tuareg yaq          |
| U+2D49 |             | ⵉ       | i               | i               | ي               | yi                  |
| U+2D4A |             | ⵊ       | j               | ʒ               | ج               | yaj                 |
| U+2D4B |             | ⵋ       | j               | ʒ               | ج               | Ahaggar yaj         |
| U+2D4C |             | ⵌ       | j               | ʒ               | ج               | Tuareg yaj          |

| Code   | Bildzeichen | Unicode | Transliteration | Transliteration | Transliteration | Name                                              |
| Code   | Bildzeichen | Unicode | Lateinisch      | Akademisch      | Arabisch        | Name                                              |
| ------ | ----------- | ------- | --------------- | --------------- | --------------- | ------------------------------------------------- |
| U+2D4D |             | ⵍ       | l               | l               | ل               | yal                                               |
| U+2D4E |             | ⵎ       | m               | m               | م               | yam                                               |
| U+2D4F |             | ⵏ       | n               | n               | ن               | yan                                               |
| U+2D50 |             | ⵐ       | ny              | ɲ               | ني              | Tuareg yagn                                       |
| U+2D51 |             | ⵑ       | ng              | ŋ               | ڭ               | Tuareg yang                                       |
| U+2D52 |             | ⵒ       | p               | p               | پ               | yap                                               |
| U+2D53 |             | ⵓ       | u w             | u w             | و ۉ             | yu = Tuareg yaw                                   |
| U+2D54 |             | ⵔ       | r               | r               | ر               | yar                                               |
| U+2D55 |             | ⵕ       | rr              | ṛ               | ڕ               | yaṛ                                               |
| U+2D56 |             | ⵖ       | gh              | ɣ               | غ               | yaɣ                                               |
| U+2D57 |             | ⵗ       | gh              | ɣ               | غ               | Tuareg yaɣ                                        |
| U+2D58 |             | ⵘ       | gh dj           | ɣ ʤ             | غ ج             | Aïr yaɣ = Adrar yaj                               |
| U+2D59 |             | ⵙ       | s               | s               | س               | yas                                               |
| U+2D5A |             | ⵚ       | ss              | ṣ               | ص               | yaṣ                                               |
| U+2D5B |             | ⵛ       | sh (š)          | ʃ               | ش               | yaš                                               |
| U+2D5C |             | ⵜ       | t               | t               | ت               | yat                                               |
| U+2D5D |             | ⵝ       | th              | ṯ               | ت               | yaṯ fricative                                     |
| U+2D5E |             | ⵞ       | ch (tš)         | ʧ               | تش              | yatš                                              |
| U+2D5F |             | ⵟ       | tt              | ṭ               | ط               | yaṭ                                               |
| U+2D60 |             | ⵠ       | v               | v               | ۋ               | yav                                               |
| U+2D61 |             | ⵡ       | w               | w               | ۉ               | yaw                                               |
| U+2D62 |             | ⵢ       | y               | y               | ي               | yay                                               |
| U+2D63 |             | ⵣ       | z               | z               | ز               | yaz                                               |
| U+2D64 |             | ⵤ       | z               | z               | ز               | Tawellemet yaz = Harpoon yaz                      |
| U+2D65 |             | ⵥ       | zz              | ẓ               | ظ               | yaẓ                                               |
| U+2D6F |             | ⵯ       | +w              | w               | ۥ+              | Labio-velarization mark = Tamatart = <super> 2D61 |

| Code          | Bildzeichen | Unicode | Transliteration | Transliteration | Name |
| Code          | Bildzeichen | Unicode | Lateinisch      | Arabisch        | Name |
| ------------- | ----------- | ------- | --------------- | --------------- | ---- |
| U+2D5C U+2D59 |             | ⵜⵙ      | ts              | تس              | yats |
| U+2D37 U+2D63 |             | ⴷⵣ      | dz              | دز              | yadz |

| Code          | Bildzeichen | Unicode | Transliteration | Transliteration | Name |
| Code          | Bildzeichen | Unicode | Lateinisch      | Arabisch        | Name |
| ------------- | ----------- | ------- | --------------- | --------------- | ---- |
| U+2D5C U+2D5B |             | ⵜⵛ      | ch (tš)         | تش              | yatš |
| U+2D37 U+2D4A |             | ⴷⵊ      | dj              | دج              | yadj |

## Beispiele
| Deutsch | Tamazight | Tamazight |
| Deutsch | in Tifinagh | in Latein |
| --- | --- | --- |
| - Maghreb - Marokko - Meknes - Casablanca - Provinz Ouarzazate - Deutsche Sprache - Sahara - Provinz - Sprache - Montag - Dienstag - Mittwoch - Donnerstag - Freitag | - ⵜⴰⵎⴰⵣⵖⴰ - ⵎⵓⵕⵕⴰⴽⵓⵛ - ⴰⵎⴽⵏⴰⵙ - ⴰⵏⴼⴰ - ⵜⴰⵙⴳⴰ ⵏ ⵡⴰⵔⵣⴰⵣⴰⵜ - ⵜⴰⵍⵉⵎⴰⵏⵜ - ⵜⴰⵏⵣⵔⵓⴼⵜ ⵜⴰⵎⵇⵇⵔⴰⵏⵜ - ⵜⴰⵙⴳⴰ - ⵜⵓⵜⵍⴰⵢⵜ - ⴰⵢⵏⴰⵙ - ⴰⵙⵉⵏⴰⵙ - ⴰⴽⵕⴰⵙ - ⴰⴽⵡⴰⵙ - ⴰⵙⵉⵎⵡⴰⵙ | - Tamazɣa - Muṛṛakuc - Ameknas - Anfa - Tasga n Warzazat - Talimant - Tanzruft Tamqqrant - Tasga - Tutlayt - Aynas - Asinas - Akṛas - Akwas - Asimwas |